# Cantone di Villeneuve-d'Ascq-Sud
Il Cantone di Villeneuve-d'Ascq-Sud era una divisione amministrativa dell'Arrondissement di Lilla.
È stato soppresso a seguito della riforma complessiva dei cantoni del 2014, che è entrata in vigore con le elezioni dipartimentali del 2015.
Comprendeva solo parte della città di Villeneuve-d'Ascq.